# Karolina Kowalkiewicz
Karolina Kowalkiewicz (Łódź, 15 ottobre 1985) è una lottatrice di arti marziali miste polacca.
Combatte nella divisione dei pesi paglia per l'organizzazione statunitense UFC, dove nel 2016 ha combattuto per il titolo venendo però sconfitta dalla connazionale Joanna Jędrzejczyk. In precedenza ha combattuto anche in altre federazioni come la Invicta FC e la Konfrontacja Sztuk Walki.

## Caratteristiche tecniche
Karolina Kowalkiewicz è una lottatrice abile nel muay thai: preferisce quindi tenere il match in piedi, ma non rifiuta il combattimento a terra. Pur non particolarmente nota come finalizzatrice, dispone di uno stile versatile che le permette di adattarsi alle caratteristiche delle avversarie. Tra le sue armi figurano anche la forza mentale e lo spirito competitivo.

## Carriera nelle arti marziali miste

### Ultimate Fighting Championship
Dopo aver messo insieme un record di 7-0, verso la fine di ottobre 2015 la UFC mise sotto contratto la lottatrice polacca: al debutto affrontò Randa Markos il 19 dicembre a UFC on FOX 17 vincendo per decisione unanime.
La sua seconda avversaria fu Heather Jo Clark, affrontata l'8 maggio 2016 a UFC Fight Night 87 e battuta ancora ai punti. A luglio affrontò Rose Namajunas all'evento UFC 201: Karolina vinse l'incontro per decisione non unanime e assieme alla sua avversaria ottenne il premio Fight of the Night.
Il 12 novembre ottenne la possibilità di affrontare Joanna Jędrzejczyk per il titolo dei pesi paglia UFC: Karolina venne sconfitta per la prima volta nella sua carriera per decisione unanime. Il 3 giugno patisce la seconda sconfitta in carriera contro Claudia Gadelha, per poi ottenere due vittorie per decisione contro Jodie Esquibel e Felice Herrig. A UFC 228 viene sconfitta per KO alla prima ripresa da Jessica Andrade.

## Risultati nelle arti marziali miste
| Risultato | Record | Avversario         | Metodo                           | Evento                                | Data              | Round | Tempo | Città                   | Note                                                  |
| --------- | ------ | ------------------ | -------------------------------- | ------------------------------------- | ----------------- | ----- | ----- | ----------------------- | ----------------------------------------------------- |
| Sconfitta | 12-7   | Jessica Penne      | Sottomissione (armbar)           | UFC 265: Lewis vs. Gane               | 7 agosto 2021     | 1     | 4:32  | Houston, Stati Uniti    |                                                       |
| Sconfitta | 12-6   | Yan Xiaonan        | Decisione (unanime)              | UFC Fight Night: Felder vs. Hooker    | 23 febbraio 2020  | 3     | 5:00  | Auckland, Nuova Zelanda |                                                       |
| Sconfitta | 12-5   | Alexa Grasso       | Decisione (unanime)              | UFC 238: Cejudo vs. Moraes            | 8 giugno 2019     | 3     | 5:00  | Chicago, Stati Uniti    |                                                       |
| Sconfitta | 12-4   | Michelle Waterson  | Decisione (unanime)              | UFC on ESPN: Barboza vs. Gaethje      | 30 marzo 2019     | 3     | 5:00  | Filadelfia, Stati Uniti |                                                       |
| Sconfitta | 12-3   | Jéssica Andrade    | KO (pugno)                       | UFC 228: Woodley vs. Till             | 8 settembre 2018  | 1     | 1:58  | Dallas, Stati Uniti     |                                                       |
| Vittoria  | 12-2   | Felice Herrig      | Decisione (non unanime)          | UFC 223: Khabib vs. Iaquinta          | 7 aprile 2018     | 3     | 5:00  | Brooklyn, Stati Uniti   |                                                       |
| Vittoria  | 11-2   | Jodie Esquibel     | Decisione (unanime)              | UFC Fight Night: Cerrone vs. Till     | 21 ottobre 2017   | 3     | 5:00  | Danzica, Polonia        |                                                       |
| Sconfitta | 10-2   | Cláudia Gadelha    | Sottomissione (rear-naked choke) | UFC 212: Aldo vs. Holloway            | 3 giugno 2017     | 1     | 3:03  | Rio de Janeiro, Brasile |                                                       |
| Sconfitta | 10-1   | Joanna Jędrzejczyk | Decisione (unanime)              | UFC 205: Alvarez vs. McGregor         | 12 novembre 2016  | 5     | 5:00  | New York, Stati Uniti   | Per il titolo dei Pesi Paglia UFC                     |
| Vittoria  | 10-0   | Rose Namajunas     | Decisione (non unanime)          | UFC 201: Lawler vs. Woodley           | 30 luglio 2016    | 3     | 5:00  | Atlanta, Stati Uniti    | Fight of the Night                                    |
| Vittoria  | 9-0    | Heather Jo Clark   | Decisione (unanime)              | UFC Fight Night: Overeem vs. Arlovski | 8 maggio 2016     | 3     | 5:00  | Rotterdam, Paesi Bassi  |                                                       |
| Vittoria  | 8-0    | Randa Markos       | Decisione (unanime)              | UFC on Fox: dos Anjos vs. Cerrone 2   | 19 dicembre 2015  | 3     | 5:00  | Orlando, Stati Uniti    | Debutto nei pesi paglia e in UFC                      |
| Vittoria  | 7-0    | Kalindra Faria     | Decisione (non unanime)          | KSW 30: Genesis                       | 21 febbraio 2015  | 3     | 5:00  | Poznań, Polonia         | Incontro non valido per il titolo; Fight of the Night |
| Vittoria  | 6-0    | Mizuki Inoue       | Decisione (non unanime)          | Invicta FC 9: Honchak vs. Hashi       | 1 novembre 2014   | 3     | 5:00  | Davenport, Stati Uniti  |                                                       |
| Vittoria  | 5-0    | Jasminka Cive      | Sottomissione (armbar)           | KSW 27: Cage Time                     | 17 maggio 2014    | 1     | 3:53  | Danzica, Polonia        | Difende il titolo dei pesi mosca KSW                  |
| Vittoria  | 4-0    | Simona Soukupova   | Decisione (unanime)              | KSW 24: Clash of the Giants           | 28 settembre 2013 | 3     | 5:00  | Łódź, Polonia           | Incontro non valido per il titolo                     |
| Vittoria  | 3-0    | Marta Chojnoska    | Sottomissione (rear-naked choke) | KSW 23: Khalidov vs. Manhoef          | 8 giugno 2013     | 1     | 1:11  | Danzica, Polonia        | Vince il titolo vacante dei pesi mosca KSW            |
| Vittoria  | 2-0    | Paulina Bonkowska  | Decisione (unanime)              | KSW 21: Ultimate Explanation          | 1 dicembre 2012   | 3     | 5:00  | Varsavia, Polonia       |                                                       |
| Vittoria  | 1-0    | Marzena Wojas      | KO tecnico (pugni)               | Extreme Fighting Sports 2             | 18 maggio 2012    | 1     | 3:12  | Gdynia, Polonia         |                                                       |

### Incontri amatoriali
| Risultato | Record | Avversario         | Metodo                           | Evento                | Data         | Round | Tempo | Città              | Note |
| --------- | ------ | ------------------ | -------------------------------- | --------------------- | ------------ | ----- | ----- | ------------------ | ---- |
| Sconfitta | 0-1    | Joanna Jędrzejczyk | Sottomissione (rear-naked choke) | Amatorska Liga MMA 18 | 4 marzo 2012 | 1     | 4:18  | Sochaczew, Polonia |      |